# Kuwaits Davis Cup-lag
Kuwaits Davis Cup-lag styrs av Kuwaitiska tennisförbundet och representerar Kuwait i tennisturneringen Davis Cup, tidigare International Lawn Tennis Challenge. Kuwait debuterade i sammanhanget 1989 och har bland annat spelat semifinal i Asien-Oceanienzonens Grupp II.